# コディ・キャロル
コディ・マーク・キャロル（Cody Mark Carroll, 1992年10月15日 - ）は、アメリカ合衆国テネシー州ウィルソン郡マウント・ジュリエット出身のプロ野球選手（投手）。右投右打。MLBのボルチモア・オリオールズ傘下所属。

## 経歴

### ヤンキース傘下時代
2015年、MLBドラフト22巡目（全体663位）でニューヨーク・ヤンキースから指名され、6月16日に契約。同年はルーキー級プラスキ・ヤンキースで14試合に登板し、1勝1敗3セーブ、防御率1.75だった。
2016年はA級チャールストン・リバードッグスで26試合に登板し、4勝4敗3セーブ、防御率3.15だった。
2017年はA+級タンパ・ヤンキースで開幕を迎え、13試合に登板。5月にAA級トレントン・サンダーへ昇格し、26試合の登板で2勝5敗5セーブ、防御率2.66だった。
2018年はAAA級スクラントン・ウィルクスバリ・レイルライダースで32試合に登板。3勝0敗9セーブ、防御率2.38だった。

### オリオールズ時代
2018年7月24日にザック・ブリットンとのトレードで、ディロン・テイト、ジョシュ・ロジャースと共にボルチモア・オリオールズへ移籍。移籍後はAAA級ノーフォーク・タイズでプレーし、7月31日にオリオールズとメジャー契約を結んだ。8月1日のヤンキース戦でメジャーデビュー。6点リードの7回裏から登板し、1回を1安打無失点に抑えた。8月9日のタンパベイ・レイズ戦では0.2回を2安打2失点2四球で降板し、メジャー初黒星を喫した。8月24日のヤンキース戦では2敗目を記録し、続く8月26日の同戦でも1回1失点を記録したため、8月27日にAAA級ノーフォークへ降格。9月11日に再びメジャーへ昇格した。
2020年9月21日にマイナー契約となった。

## 詳細情報

### 年度別投手成績
| 年 度    | 球 団    | 登 板 | 先 発 | 完 投 | 完 封 | 無 四 球 | 勝 利 | 敗 戦 | セ 丨 ブ | ホ 丨 ル ド | 勝 率 | 打 者 | 投 球 回 | 被 安 打 | 被 本 塁 打 | 与 四 球 | 敬 遠 | 与 死 球 | 奪 三 振 | 暴 投 | ボ 丨 ク | 失 点 | 自 責 点 | 防 御 率 | W H I P |
| -------- | -------- | ----- | ----- | ----- | ----- | -------- | ----- | ----- | -------- | ----------- | ----- | ----- | -------- | -------- | ----------- | -------- | ----- | -------- | -------- | ----- | -------- | ----- | -------- | -------- | ------- |
| 2018     | BAL      | 15    | 0     | 0     | 0     | 0        | 0     | 2     | 0        | 1           | .000  | 84    | 17.0     | 21       | 6           | 13       | 0     | 0        | 16       | 3     | 1        | 17    | 17       | 9.00     | 2.00    |
| 2020     | BAL      | 3     | 0     | 0     | 0     | 0        | 0     | 0     | 0        | 0           | ----  | 21    | 2.0      | 9        | 0           | 5        | 0     | 1        | 3        | 2     | 0        | 12    | 12       | 54.00    | 7.00    |
| MLB：2年 | MLB：2年 | 18    | 0     | 0     | 0     | 0        | 0     | 2     | 0        | 1           | .000  | 105   | 19.0     | 30       | 6           | 18       | 0     | 1        | 19       | 5     | 1        | 29    | 29       | 13.74    | 2.53    |

- 2020年度シーズン終了時

### 年度別守備成績
| 年 度 | 球 団 | 投手（P） | 投手（P） | 投手（P） | 投手（P） | 投手（P） | 投手（P） |
| 年 度 | 球 団 | 試 合     | 刺 殺     | 補 殺     | 失 策     | 併 殺     | 守 備 率  |
| ----- | ----- | --------- | --------- | --------- | --------- | --------- | --------- |
| 2018  | BAL   | 15        | 2         | 1         | 0         | 0         | 1.000     |
| MLB   | MLB   | 15        | 2         | 1         | 0         | 0         | 1.000     |

- 2019年度シーズン終了時

### 背番号
- 49 (2018年, 2020年)